# شارع 70 (العراق)
طريق (70) هو طريق رئيسي داخلي يربط بين محافظة بابل ومحافظة النجف وسط العراق، يبدأ من مدينة الحلة إلى ناحية الكفل وصولاً إلى قضاء الكوفة في النجف ثم الى مركز محافظة النجف، ويتفرع قبل وصول قضاء الكوفة إلى قضاء المناذرة.